# Alopiinae
Az Alopiinae a csigák osztályába, a tüdőscsigák (Pulmonata) rendjébe lévő szárazföldi csupaszcsigák (Eupulmonata) alrendjébe tartozó orsócsigafélék családjának egyik alcsaládja.

## Rendszerezés
Az alcsaládba az alábbi nemzetségek és nemek tartoznak: 
- Medorini
  - Agathylla
  - Albinaria
  - Lampedusa
  - Leucostigma
  - Medora
  - Muticaria
  - Strigilodelima

- Montenegrinini
  - Montenegrina
  - Protoherilla

- Alopiini
  - Alopia
  - Herilla
  - Triloba

- Cochlodinini
  - Cochlodina
  - Macedonica

- Delimini
  - Barcania
  - Charpentieria
  - Delima
  - Dilataria
  - Papillifera